# Никулин, Николай Львович
Никола́й Льво́вич Нику́лин (род. 3 декабря 1986 года, Москва, РСФСР, СССР) — российский журналист, телеведущий, кинокритик и писатель.

## Ранняя биография
Родился 3 декабря 1986 года в Москве. Учился в ГАУГН (Институт философии РАН) и в Институте журналистики и литературного творчества (ИЖЛТ). С 2007 по 2012 год работал корреспондентом журнала «Телепрограмма» в ИД «Комсомольская правда».

## Карьера
С 2009 по 2012 год в качестве радиоведущего принимал участие в программах «Синематрица» и «Стереотипы», а также в развлекательных эфирах «С пультом по жизни» при участии Елены Ханги, «Пятница, я люблю тебя» и «Телепузики» на радиостанции «Комсомольская правда».
В 2011—2012 годах работал на канале Просвещение телеведущим ток-шоу «Все свои» — о проблемах молодёжи в современном мире.
С 2012 по 2013 год — креативный продюсер телеканала КП-ТВ в ИД «Комсомольская правда», ведущий программы «Стереотипы», автор и режиссёр документальных фильмов.
С 2015 года работает на канале «РЕН ТВ» ведущим блога о новостях киноиндустрии, а с 2017 ведёт на портале «Известия» передачу «Смотреть кино».
Замечен в чтении лекций по литературе, участии в телевизионных шоу.
В октябре 2017 года в рамках «Философского клуба» в Библио-Глобусе представил книгу «Пока Фрейд спал. Энциклопедия человеческих пороков». Серия «Философия в лёгком стиле».
С мая 2019 года ведёт утреннюю программу «В кадре» на телеканале «РЕН ТВ».
В мае 2020 вышла книга «От братьев Люмьер до голливудских блокбастеров. Главное в истории кинематографа».
С 9 ноября 2020 года ведёт блог «Кинокритик против!».

## Фильмография

### Интервью
1. 2012 — Интервью с Дмитрием Быковым
2. 2012 — Интервью с Александром Прохановым
3. 2012 — Интервью с Захаром Прилепиным
4. 2012 — Интервью с Дмитрием Глуховским
5. 2016 — Интервью Архивная копия от 9 декабря 2019 на Wayback Machine с Райаном Рейнольдсом
6. 2016 — Интервью Архивная копия от 12 сентября 2020 на Wayback Machine c Эмиром Кустурицей
7. 2016 — Интервью с Кейт Бекинсейл
8. 2017 — Интервью с Дэнни Бойлом
9. 2017 — Интервью с Миллой Йовович
10. 2017 — Интервью Архивная копия от 13 ноября 2017 на Wayback Machine с Фёдором Бондарчуком
11. 2017 — Интервью с Константином Хабенским
12. 2017 — Интервью с Олегом Тактаровым
13. 2017 — Интервью Архивная копия от 1 декабря 2017 на Wayback Machine с Кшиштофом Занусси
14. 2020 — Интервью Архивная копия от 17 июля 2020 на Wayback Machine с Ириной Горбачёвой

### Документальные фильмы
1. 2012 — Письмо Захара Прилепина товарищу Сталину Архивная копия от 30 апреля 2014 на Wayback Machine
2. 2013 — Документальный фильм: Владимир Маяковский. Бесценных слов транжир и мот Архивная копия от 18 марта 2019 на Wayback Machine

## Публикации

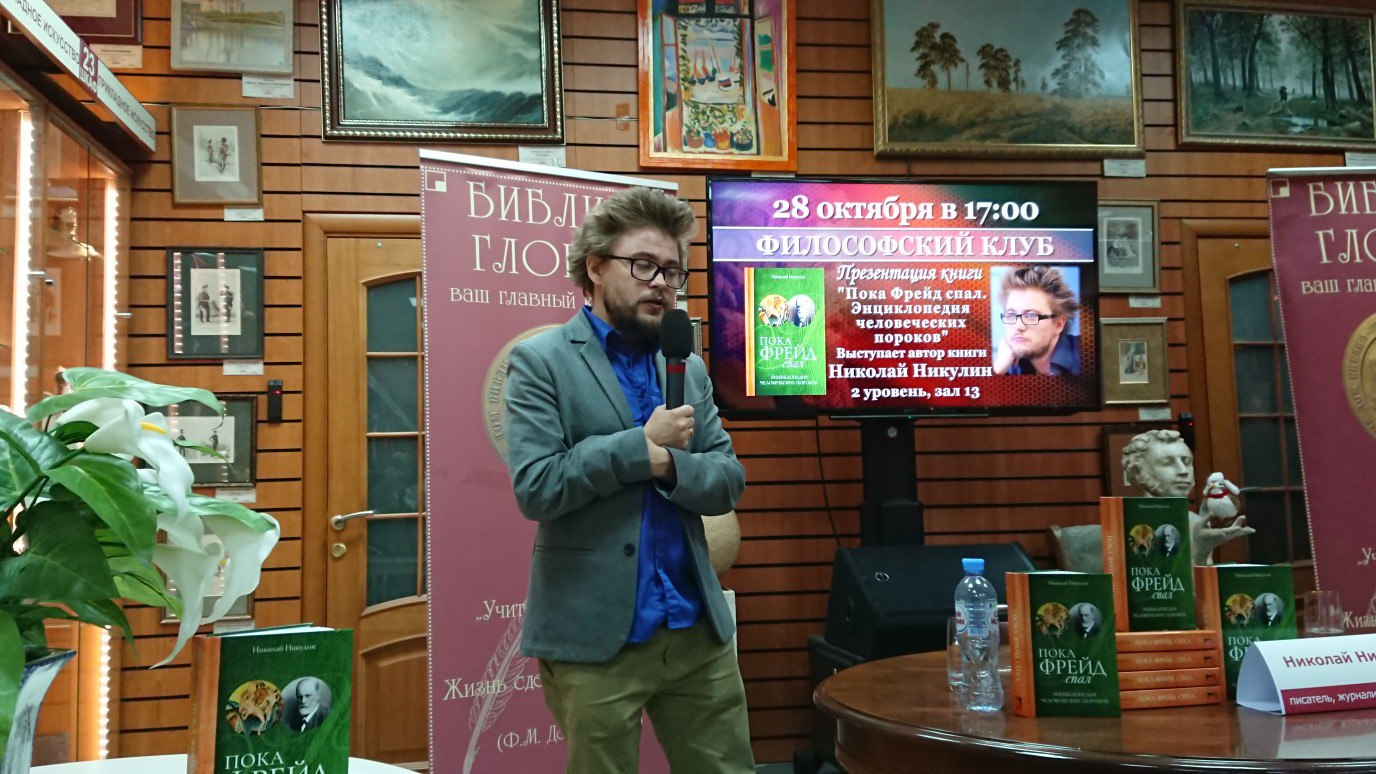
Николай Никулин. Презентация книги «Пока Фрейд спал. Энциклопедия человеческих пороков» в магазине Библио-Глобус

1. Николай Никулин. Сто и одна книга, которую нужно прочитать. Сборник статей. — М.: Вест-Консалтинг, 2013. — 216 с. — ISBN 978-5-91865-186-5.
2. Николай Никулин. Пока Фрейд спал. Энциклопедия человеческих пороков. Серия «Философия в легком стиле». — М.: Рипол Классик, 2017. — 534 с. — ISBN 978-5-386-10075-9.
3. Николай Никулин. От братьев Люмьер до голливудских блокбастеров. Главное в истории кинематографа. — Москва: БОМБОРА, 2020. — 320 с. — ISBN 978-5-04-104156-4.